# 羅茲索希夫西克
51°7′42″N 29°0′14″E / 51.12833°N 29.00389°E
羅茲索希夫西克（烏克蘭語：Розсохівське），是烏克蘭北部的村莊，隸屬日托米爾州的科羅斯滕區。該村面積1.2平方公里，海拔高度135米，2001年人口69，人口密度每平方公里57.31人。